# Leith Athletic
Leith Athletic (offiziell: Leith Athletic Football Club) war ein schottischer Fußballverein aus Leith, einem Stadtteil der schottischen Hauptstadt Edinburgh. Der 1887 gegründete Verein spielte mit Unterbrechungen zwischen 1891 und 1953 in der Scottish Football League und wurde 1957 aufgelöst. 

## Geschichte

### Ursprünglicher Verein
Der Leith Athletic FC wurde 1887 im Hafen der Stadt Leith gegründet. 1891 ersetzte Leith den Glasgower Klub Cowlairs in der Scottish Football League. Ab der Saison 1891/92 spielte der Verein fortan in der höchsten schottischen Spielklasse und absolvierte seine Heimspiele im Bank Park. Das erste Ligaspiel wurde am 22. August 1891 ausgetragen, wobei Leith gegen den FC Renton mit 2:3 verlor. Dabei gelang Renton-Spieler Alex McColl während des Spiels das erste Tor per Elfmeter in der Geschichte der Scottish Football League. Die höchste Zuschauerzahl in der Liga erreichte der Leith in der ersten Saison im Oberhaus, als 6000 am 18. April 1892 einen 2:1-Sieg gegen Celtic Glasgow sahen. Der Rekordbesuch wurde von Leith gegen den FC Dumbarton im schottischen Pokal erreicht als 7000 ein 3:3 sahen. 1891 spielten mit Bob Clements und Matt McQueen zwei schottische Nationalspieler für den Verein. Ein Jahr später repräsentierten mit Geordie Anderson, James Blessington und Robert Laing drei Spieler die Scottish League. Im Juni 1893 wurde Blessington für 20 Pfund zu Celtic Glasgow transferiert.

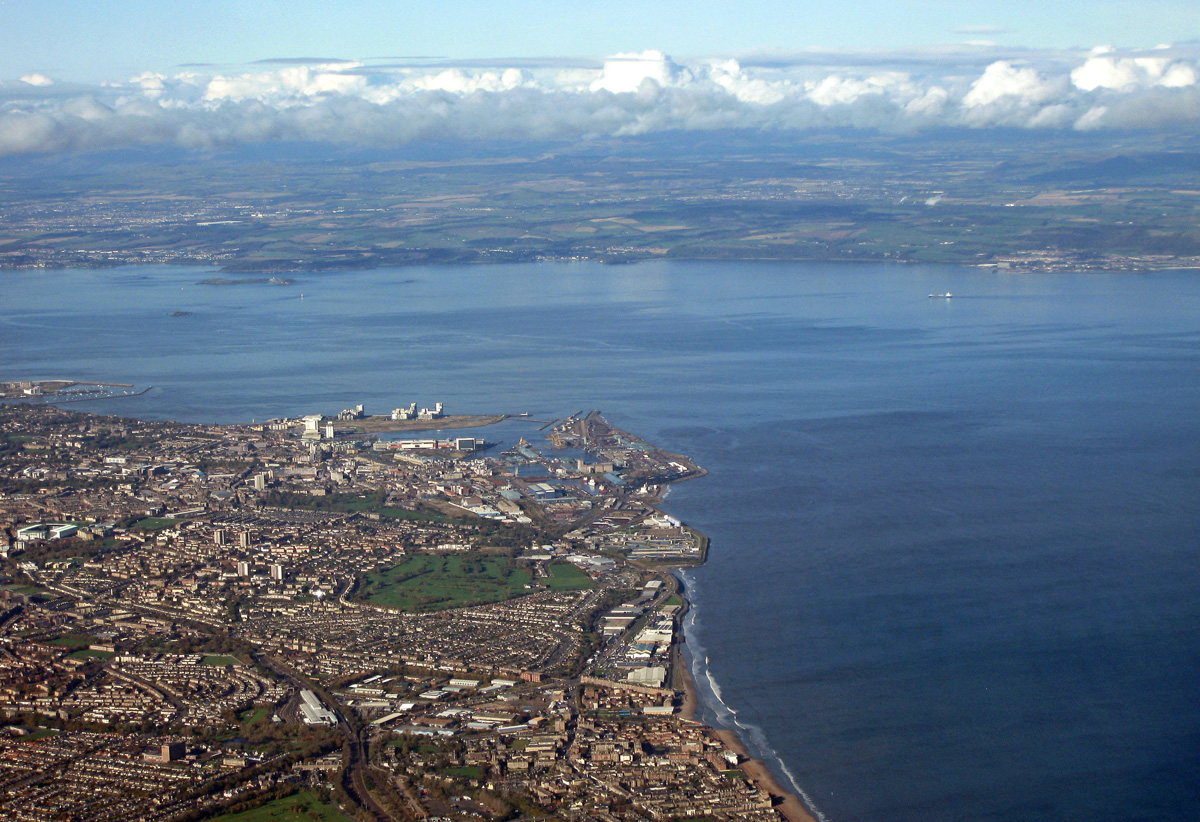
Blick auf Leith, das 1920 als Stadtteil zu Edinburgh eingegliedert wurde

Im Jahr 1895 wurde die Heimspielstätte in Beechwood Park umbenannt. Zuvor war der Verein nach fünf Spielzeiten aus der mittlerweile als Division One genannten ersten Liga abgestiegen. Als punktgleicher Tabellenletzter zusammen mit dem FC Dumbarton in der Saison 1894/95 erhielt Leith im Gegensatz zu den „Sons“ keine Wiederwahl.
In den folgenden vier Jahren wurde dreimal die Vizemeisterschaft in der Division Two errungen. Leith verließ nach einem 3:3-Unentschieden am 15. April 1899 im Ligaspiel gegen den FC Kilmarnock den Beechwood Park.
Der Verein teilte sich mit dem in Edinburgh ansässigen FC St. Bernard’s den New Logie Green zu Beginn der Saison 1899/1900. Den Rest der Saison spielte das Team in Hawkhill dem Heimstadion des Leith Caledonian Cricket Club. Nachdem die Abstimmung am Ende der Saison 1905 erneut gescheitert war, wurde Leith Athletic formal 1905 aufgelöst und eine neue Gesellschaft mit beschränkter Haftung gegründet, um das Vermögen des alten Vereins zu übernehmen. In der Saison 1905/06 wurde Leith Zweitligameister. Trotz dieses Triumphs wurden sie nicht in die erste Liga gewählt, sondern der Zweitplatzierte FC Clyde und der Viertplatzierte Hamilton Academical.
Leith nahm 1916 für die Dauer des Ersten Weltkriegs nicht am Spielbetrieb teil. Der Verein trat 1919 der Western League bei. Nachdem er eine Saison in der Scottish Alliance gespielt hatte, wurde Leith 1924 in die Third Division aufgenommen. Die Abschaffung der Third Division am Ende der Saison 1925/26 – die mit der Vizemeisterschaft von Leith endete – bedeutete, dass Leith wieder der Scottish Alliance beitrat. 1927 wurden sie wieder in die Scottish League aufgenommen und ersetzten die Nithsdale Wanderers in der Division Two. Das Vermögen des Vereins verbesserte sich und sie gewannen 1930 die Meisterschaft der zweiten Liga und erreichten den Aufstieg in die erste Liga. In der zweiten Saison stieg Leith 1932 als Tabellenletzter der höchsten Spielklasse, in die zweite Liga ab. Bis 1939 positionierte sich Leith stetig im Mittelfeld der Tabelle in der zweiten Liga. Durch eine Umstrukturierung der Liga am Ende der Spielzeit 1938/39 stieg Leith in die dritte Liga ab. Die Scottish Football Association musste kriegsbedingt den Spielbetrieb der nächsten Spielzeiten absagen, wodurch Leith erst ab 1946 an der Division Three teilnahm. Direkt in der ersten Saison gelang der Aufstieg, der 1948 mit dem direkten Wiederabstieg endete. 1957 wurde der Verein aufgelöst.

### Heutiger Verein
Ein neuer Leith Athletic FC, der sich in der Tradition des vorherigen Klubs sieht, wurde 1996 gegründet, hauptsächlich als Verein für den Jungenfußball mit Mannschaften in verschiedenen Altersgruppen zwischen 5 und 21 Jahren, während die Erwachsenenmannschaft des Vereins der Central Scottish Amateur Football League beitrat. Leith Athletic fusionierte 2008 mit Edinburgh Athletic und nahm seinen Platz in der East of Scotland Football League ein.

## Stadion
Zum Zeitpunkt ihrer Wahl in die Scottish Football League im Jahr 1891 spielte Leith im Bank Park, der 1895 in Beechwood Park umbenannt wurde. Nach dem Ende der Saison 1898/99 zog der Verein in den New Logie Green des FC St. Bernard’s, bevor er nach Hawkhill dem Heimstadion des Leith Caledonian Cricket Club zog. Zwischen 1900 und 1904 spielte Leith im Chancelot Park, bevor er zum Old Logie Green wechselte. Der Verein zog danach in weitere Stadien um, darunter Old Logie Green (1924–1926), Powderhall Stadium (1926–1928), Marine Gardens (1928–1936), Old Meadowbank (1936–?) und New Meadowbank (mind. 1946–1947).